# Chloroclystis novaguineana
Chloroclystis novaguineana là một loài bướm đêm trong họ Geometridae.